# 帕本县
帕本县是缅甸克伦邦下辖的一个县。2014年人口35,085人，區域面積6,731平方公里。帕本是帕本县首府。

## 行政区划
帕本县下辖1个镇区：
- 帕本镇区（Hpapun Township）